# 維希特河
51°3′58.5″N 9°36′28.5″E / 51.066250°N 9.607917°E

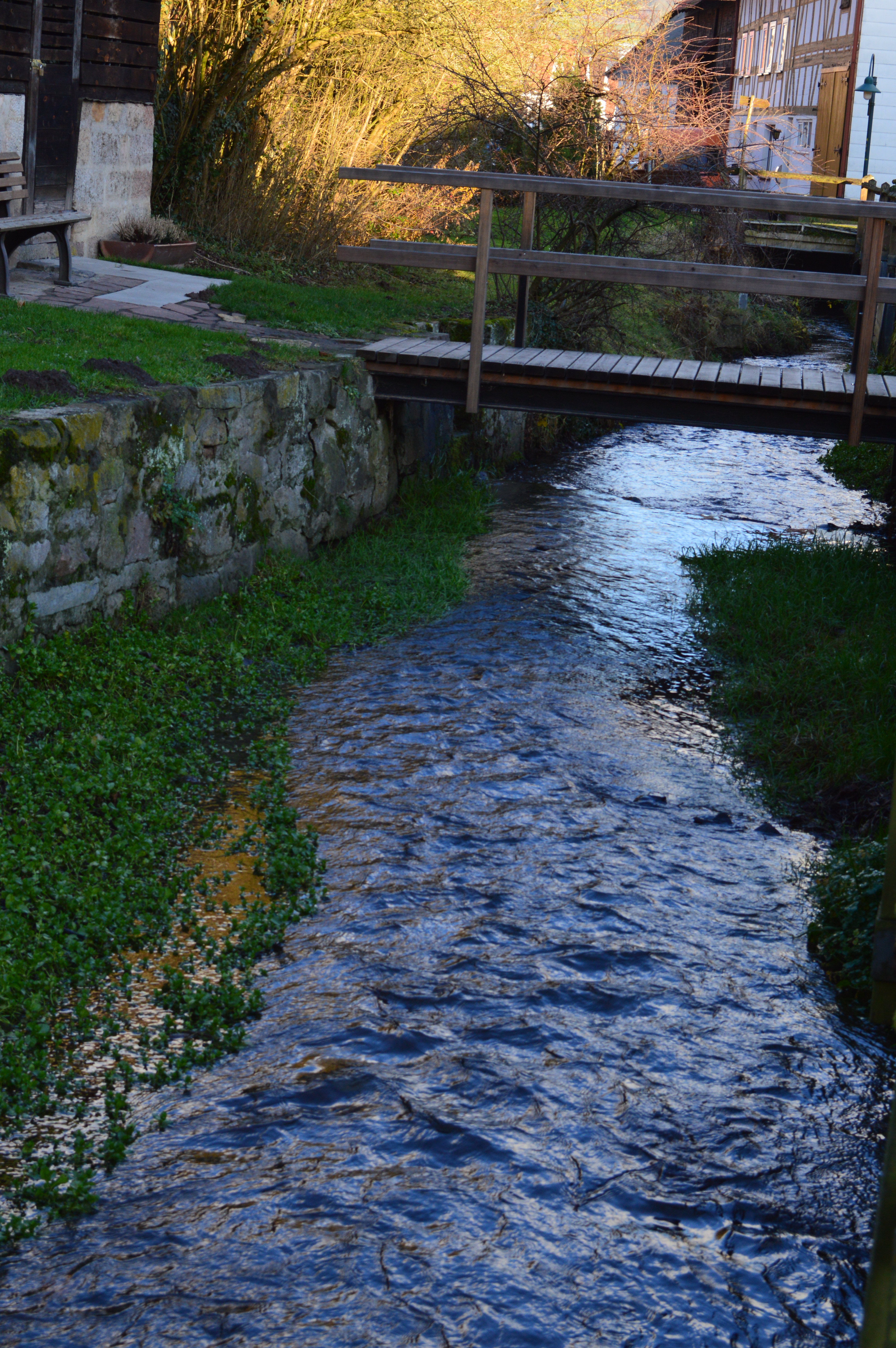

維希特河（德語：Wichte），是德國的河流，位於該國中部，由黑森州負責管轄，屬於福達河的左支流，河道全長9.7公里，流域面積20.2平方公里，流經阿爾海姆。